# Dotson Ridge
Dotson Ridge ist ein 1640 m hoher Nunatak in der Form eines Gebirgskamms im ostantarktischen Viktorialand.  In der Convoy Range ragt er über eine Länge von 2,5 km im nordwestlichen Abschnitt des Flight-Deck-Firnfelds auf.
Der United States Geological Survey kartierte den Nunatak anhand eigener Vermessungen und Luftaufnahmen der United States Navy. Das Advisory Committee on Antarctic Names benannte ihn 1964 nach Morris F. Dotson, Elektriker auf der McMurdo-Station im Jahr 1962.